# 瓦蒂梅尼勒
瓦蒂梅尼勒（法語：Vathiménil，法語發音：[vatimenil]）是法国默尔特-摩泽尔省的一个市镇，位于该省东南部，属于吕内维尔区。

## 地理
瓦蒂梅尼勒（48°30'29"N, 6°37'26"E）面积12.3 平方千米，位于法国大東部大區默尔特-摩泽尔省，该省份为法国东北部内陆省份，是洛林的一部分，北邻比利时、卢森堡，北起顺时针与摩泽尔省、下莱茵省、孚日省和默兹省接壤。
与瓦蒂梅尼勒接壤的市镇（或旧市镇、城区）包括：舍讷维耶尔、弗兰、弗兰布瓦、穆瓦延、圣克莱芒。

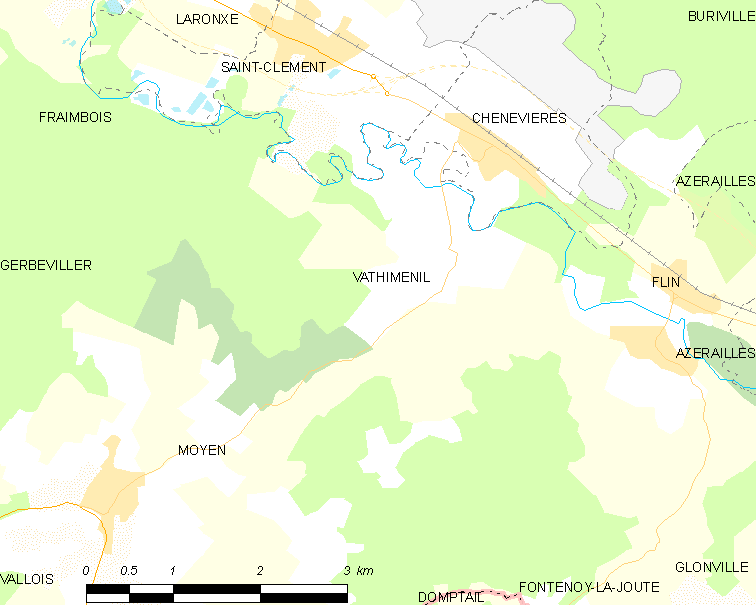
瓦蒂梅尼勒的OSM定位图

瓦蒂梅尼勒的时区为UTC+01:00、UTC+02:00（夏令时）。

## 行政
瓦蒂梅尼勒的邮政编码为54122，INSEE市镇编码为54550。

## 政治
瓦蒂梅尼勒所属的省级选区为吕内维尔第二县。

## 人口

1962-2008年间瓦蒂梅尼勒人口变化图示

瓦蒂梅尼勒于2022年1月1日时的人口数量为315人。